# Nola (Kampanien)
Nola ist eine süditalienische Stadt mit 33.843 Einwohnern (Stand 31. Dezember 2023).

## Lage und Verkehr
Nola liegt 35 km nordöstlich von Neapel am Fuße des Vesuvs. Die Stadt hat Anschluss an die Bahnlinie Salerno–Caserta. Nola liegt am Kreuz der A16 und der A30, an der A30 gibt es eine Ausfahrt Nola.

## Geschichte
An der Stelle des heutigen Nola lag in der Bronzezeit ein Dorf, das bei der sogenannten Avellino-Eruption des Vulkans Vesuv zwischen 1935 und 1880 v. Chr. verschüttet wurde. Die unter der Vulkanasche hervorragend erhaltenen Überreste der Siedlung „Croce del Papa“ wurden ab 2001 gefunden und untersucht. Sie sind an einer Ausfallstraße (Via Polveriera) westlich des Stadtzentrums konserviert. 
Angeblich gründeten griechische Kolonisten aus Chalkis das antike Nola ebenso wie das benachbarte Abella. Gegen Ende des 6. Jahrhunderts v. Chr. war es laut Hekataios von Milet, dem ältesten bekannten Autor, der die Stadt erwähnt, von Ausonern (siehe Aurunker) bewohnt. Ab etwa 471 v. Chr. stand es laut Cato unter der Herrschaft der Etrusker und fiel Ende des 5. Jahrhunderts an die Samniten, die es Novla nannten.
Die vorrömische Nekropole war offenbar ausgedehnt und lieferte den Antikensammlern im 18./19. Jahrhundert eine Vielzahl griechischer bzw. vor allem attischer Vasen. Eine besondere Form attisch-rotfiguriger Halsamphoren wurde nach diesem Fundort Nolanische Amphora benannt.

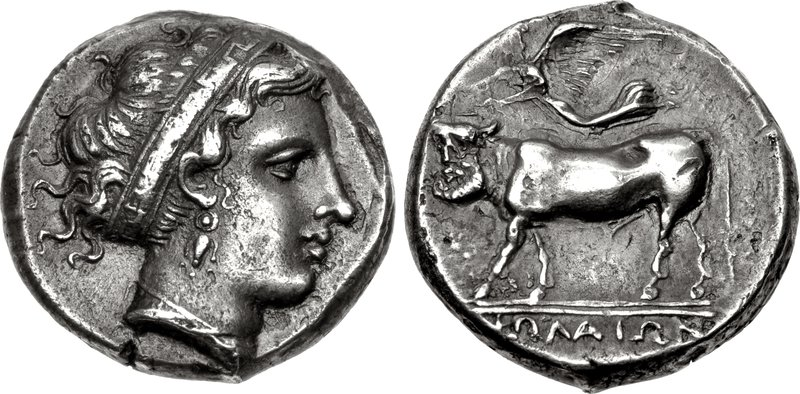
Münze aus Nola (ΝΩΛΑΙΩΝ)

Nola hatte während der samnitischen Periode zwar – im Gegensatz zu Neapel – keine größere griechische Einwohnerschaft, war aber laut Dionysios von Halikarnassos den Griechen und ihren Institutionen dennoch sehr zugetan. Die Stadt pflegte gute Beziehungen zu Neapel und prägte nicht nur Münzen, die der neapolitanischen Währung im Typus und Gewicht ähnelten, sondern sandte auch 327 v. Chr. kurz vor Ausbruch des Zweiten Samnitenkriegs 2000 Mann Hilfstruppen, um Neapel in dessen Kampf gegen Rom zu unterstützen. 313 v. Chr. wurde Nola von den Römern nach kurzem Widerstand erobert.
Während des zweiten Punischen Krieges neigte die Plebs von Nola 216 v. Chr. zum Abfall von den Römern und Anschluss an Hannibal, nachdem dieser Capua unter seine Kontrolle gebracht hatte. Der Senat und die Adligen der Stadt hielten aber Rom die Treue und sandten Boten zum Prätor Marcus Claudius Marcellus, dem es gelang, das vom Feind besetzte Gebiet zu umgehen und mit einer beträchtlichen Streitmacht nach Nola zu gelangen. Gemäß der sehr unzuverlässigen, vor allem bei Titus Livius und Plutarch vorliegenden römischen Geschichtstradition soll dann Marcellus noch im gleichen Jahr einen glücklichen Ausfall gemacht und dadurch Hannibal zum Aufgeben seiner Absichten auf Nola gezwungen haben. In den beiden folgenden Jahren 215 und 214 v. Chr. errang der römische Feldherr angeblich bei Nola zwei weitere Siege über Hannibal. Der glaubwürdigere Polybios berichtet hingegen, dass Hannibal, solange er sich in Italien aufhielt, keinerlei Niederlagen erlitt. So dürfte es Marcellus 216 v. Chr. durch die rechtzeitige Besetzung Nolas nur gelungen sein, die Stadt dem Zugriff Hannibals zu entziehen und in der Folgezeit zu behaupten. Dieser bescheidene römische Erfolg richtete aber die moralische Widerstandskraft der Römer nach deren zahlreichen Niederlagen in der Anfangsphase des Zweiten Punischen Kriegs wieder auf und wurde daher später immer wieder für Hannibals erste Niederlage ausgegeben.
Beim Ausbruch des Bundesgenossenkriegs 90 v. Chr. erhielt Nola als wegen seiner Nähe zur samnitischen Grenze wichtiger Platz eine römische Besatzung von 2000 Mann, die unter dem Kommando des Prätors Lucius Postumius stand. Die Stadt wurde allerdings an den Samnitenführer Gaius Papius Mutilus verraten und war seitdem eine wichtige Festung der Samniten in Kampanien. 89 v. Chr. gewährte Nola den von Sulla geschlagenen Resten der Armee des Italikerführers Lucius Cluentius Zuflucht. Auch nachdem die meisten Bundesgenossen mit Rom Frieden geschlossen hatten, leistete Nola weiterhin Widerstand. Eine römische Armee belagerte die Stadt noch, als der erste Bürgerkrieg zwischen Gaius Marius und Sulla ausbrach. Die Nola verteidigenden Samniten schlossen sich der Partei von Marius und Lucius Cornelius Cinna an. Erst nach dem endgültigen Triumph Sullas und der vollkommenen Zerstörung der samnitischen Macht konnte der Diktator Nola 80 v. Chr. erobern. Die Stadt wurde wohl streng bestraft; ihr fruchtbares Gebiet teilte Sulla unter seine siegreichen Soldaten auf. 73 v. Chr. wurde sie von den Männern des Spartacus geplündert.
Eine zweite Kolonie erhielt Nola durch den ersten römischen Kaiser Augustus. Dieser starb hier am 19. August 14 n. Chr. auf einem Familiengut nach seiner Rückkehr von Benevent, wohin er Tiberius begleitet hatte. Das Sterbehaus wandelte Tiberius zu seinem Gedenken in einen Tempel um. Die Kaiser Vespasian und Nerva siedelten ebenfalls Veteranen in Nola an.
Im frühen 5. Jahrhundert wirkte der Priester und spätere Bischof Paulinus von Nola in der Stadt, die seit dem 2. Jahrhundert Bischofssitz ist (siehe auch: Liste der Bischöfe von Nola). 410 n. Chr. wurde Nola von den Goten unter Alarich I. verwüstet. Sie blieb aber anscheinend noch reich, bis sie der Vandalenkönig Geiserich 455 vollkommen zerstören und ihre Bewohner in die Gefangenschaft verkaufen ließ.
Weitere Plünderungen und Zerstörungen folgten 594 (Langobarden), 860 (Sarazenen), 934 (Ungarn) sowie bei Vesuvausbrüchen. Im Mittelalter gehörte Nola zu wechselnden Herrschaftsgebieten: ab 647 zum Herzogtum Benevent, später zum Fürstentum Salerno. Nach der Eroberung durch den Staufer Manfred im Jahr 1254 wurde es dem Königreich Sizilien angegliedert. 1269 errichtete Karl I. von Anjou die Grafschaft Nola innerhalb seines Königreichs. 1290 wurde Romano Orsini mit der Grafschaft belehnt, und diese bis 1559 dauernde Herrschaft der Familie Orsini gilt als eine Glanzzeit der Stadt. Danach kam die Stadt zu Spanien.
Am 7. Juli 1460 siegte Johann von Anjou, Herzog von Kalabrien, bei Nola über Ferdinand von Aragonien. 1548 kam der Philosoph Giordano Bruno in Nola zur Welt. 1820 gab es in Nola erste Bestrebungen, die als ein Auftakt zum italienischen Risorgimento gelten. Am 11. September 1943 war Nola der Schauplatz einer Vergeltungsmaßnahme der deutschen Wehrmacht („Eccidio di Nola“).

## Sehenswürdigkeiten
Nola liegt im Hinterland und abseits der klassischen Neapel-Pompeji-Reiserouten. Von der römischen Stadtmauer mit etwa 5 km Umfang und zwölf Toren sind nur Reste erhalten. Der antike Stadtgrundriss zeichnet sich aber bis heute in der Stadtanlage ab, ebenso lassen Luftbilder im Umland die antike landwirtschaftliche Flureinteilung noch als rechtwinkliges Raster im Gelände erkennen.
- Der Dom Santa Maria Assunta steht an der Stelle des römischen Jupiter-Tempels. Die heutige Kirche ist ein 1909 geweihter Neubau nach dem Brand von 1861.[26][28]
- Das Castello, weitere Kirchen und Palazzi[26][29][30]
- In Nola wurden zwei römische Amphitheater nachgewiesen. Das ältere, schon im 1. Jahrhundert v. Chr. errichtete Anfiteatro Laterizio („Ziegel-Amphitheater“) gilt als das am besten erhaltene Bauwerk des römischen Nola und kann nach Vereinbarung besichtigt werden.[31]
- Frühchristliches Heiligtum in der Nachbargemeinde Cimitile mit Antiquarium (2000 eingerichtet)[32]
- Archäologisch-historisches Museum (Museo storico archeologico di Nola, 2000 eröffnet)[33][34][35]
- Diözesanmuseum mit Domschatz (Museo diocesano, 2000 eingerichtet, Besichtigung nach Vereinbarung)[33][36][37]

## Wirtschaft
Die Stadt lebt im Wesentlichen von der Nahrungsmittelindustrie, von Dienstleistungen und Handel. Von besonderer Bedeutung ist das Industriegebiet CIS-Interporto-Vulcano Buono und das Alstom-Ausbesserungswerk. Nola ist einer der in und um Neapel gelegenen Standorte der italienischen Flugzeugbauindustrie. Leonardo baut in Nola und Pomigliano d’Arco Flugzeugkomponenten. Von Bedeutung sind in diesem Zusammenhang auch die Flugplätze Neapel-Capodichino und Capua.

## Söhne und Töchter der Stadt
- Octavia Minor (um 69–11 v. Chr.), Tochter des Gaius Octavius und der Atia, Ehefrau des Marcus Antonius
- Giovanni Domenico da Nola (1510/20–1592), Komponist und Dichter
- Carlo Theti (1529–1589), Architekt und Militäringenieur
- Giordano Bruno (1548–1600), Philosoph und Astronom
- Alfonso De Lucia (* 1983), Fußballspieler